# 가쓰이 소동
가쓰이 소동(勝井騒動, かついそうどう)은 일본 겐지 원년(1864년) 10월부터 이듬해 게이오 원년(1865년) 5월에 걸쳐 발생한 쓰시마 후추번의 내분이다.

## 요약
쓰시마 점령 사건 이후 쓰시마 후추번의 내분이 격화되고 번주 소 요시아키라의 후견인이 되어 있던 외삼촌 가쓰이 고바치로(가즈치카)와 가로의 오우라 가즈노리(大浦和礼, 노리노스케)가 치열한 경쟁 있었다. 카츠는 러시아 등 외세에서 대마도를 지키기 위해서는에도 막부에 의존 정책을 취하여 심판 파 세력의지지를 받았다. 한편, 대포는 소 씨의 족벌( 소 요시아야의 정실이 조슈 번 번주 모리 나리히로의 딸이었다)인 조슈 번의 지원을 받아 양이를 단행해야 한다고 주장하여 존왕양이파 세력의 지지를 받았다. 존왕양이파는 경졸(軽卒) 출신인 가쓰이에 반발하는 번사를 끌어들여 번교 닛신칸을 거점으로 세력을 넓혔는데, 한편으로 번주 요시아키라를 일시 스오(조슈 번 영지)에 대피시키는 구상을 내놓은 존왕양이파에 대한 반감도 있었다.
번주 요시아키라는 점차 번내에서의 대세를 좇아 존왕양이파에 기울었지만, 마침 중앙에서는 8월 18일의 정변 이후 조슈 번이 고립지경의 처지에 서게 되었다. 이에 위기감을 가진 가쓰이는 겐지 원년(1864년) 4월 23일에 오우라의 적남으로 간조부교를 역임한 신로쿠(申禄, 사쿠베에作兵衛)를 암살하고 번의 비령(飛領)이 있던 히젠 국의 다시로(田代, 현재 사가현 도스시)로 출장을 핑계로 도망쳤다. 그런데 다시로로 들어간 가쓰이는 오우라가 병으로 쓰러진 것을 알고 정권 탈환의 기회로 보고 이곳의 대관 히라타 아키히로(平田達弘, 오에)와 함께 거병을 모의했다. 히라타는 오우라와 마찬가지로 존왕양이파였지만 그 자신이 오우라를 대신해 존왕양이파의 지도자가 되고자 했기에 이를 승낙했다.
겐지 원년(1864년) 10월 13일 히라타의 지원으로 군사를 모은 가쓰이는 쓰시마에 상륙해 번주 저택을 점거하고 가로로 임명되어 정권을 장악, 번주 요시아키라를 스오로 옮긴다는 구상의 중단을 선언했다. 10월 25일에 유폐되어 항의 단식하던 오우라가 죽자 가쓰이는 닛신칸 관계자를 포함한 쓰시마 후추번의 존왕양이파들을 처형 또는 자결하게 하였다. 그 수는 오우라를 포함해 107명에 달했다. 그런데 다시로에 남아 있던 히라타가 갑자기 조슈 번과 후쿠오카 번 등 존왕양이파 제번에 쓰시마 후추번의 위기를 호소하고 가쓰이 타도를 호소하는 한편, 다시로로 망명해 온 닛신칸 관계자, 존왕양이파나 가쓰이가 일으킨 숙청 과정에 실망하고 떠난 사람들 등을 받아들이고 종의대(尽義隊)를 결성하여 반가쓰이를 선언했다. 조슈 번과 산조 사네토미 등으로부터 쓰시마로 파견된 사자의 힐문이나 쓰시마 후추번에 퍼지는 반가쓰이 움직임에 동요한 번주 요시아키라는 다음날 게이오 원년(1865년) 5월 2일(3일)에 도리어 가쓰이 토벌에 나섰다. 이를 본 히라타는 6일 종의대를 이끌고 쓰시마 섬으로 귀환했지만 오우라와 가쓰이의 공멸이 히라타의 책동이었음이 밝혀지자 은퇴하지 않을 수 없게 되었고, 게이오 원년(1865년) 11월 11일에는 죄를 물어 참형에 처해졌다.

## 참고 문헌
- 오시 세쓰코(長節子) 「가쓰이 소동」(『国史大辞典 3』(吉川弘文館1983년) ISBN 978-4-642-00503-6 )
- 모리야마 쓰네오(森山恒雄) 「가쓰이 소동」(『日本史大事典2』 (헤이본샤 1993년) ISBN 978-4-582-13102-4 )
- 기무라 나오야(木村直也) 「가쓰이 소동」( 「일본 역사 대사전 1」(쇼가쿠칸 2000년) ISBN 978-4-09-523001-6 )